# Bombina
Bombina es un género de anfibios anuros de la familia Bombinatoridae propios de Eurasia. Suelen ser de color verde muy oscuro, y habitar en pantanos y lugares muy húmedos.
La especie más común, Bombina variegata, mide unos 5 cm de longitud, y es propia de las cordilleras centrales del oeste y sur de Europa; presenta grandes manchas amarillas sobre el vientre azul oscuro. Vive en el agua, pero le basta con charcas pequeñas. Es una especie protegida.

## Especies
Se reconocen las siguientes 5 según ASW:
- Bombina bombina (Linnaeus, 1761) — Europa
- Bombina maxima (Boulenger, 1905) — China
- Bombina microdeladigitora Liu, Hu, & Wang, 1960 — China, Vietnam y Birmania
- Bombina orientalis (Boulenger, 1890) —  Siberia, China, Corea
- Bombina variegata (Linnaeus, 1758) — Europa